# Ratières
 Ratières  là một xã thuộc tỉnh Drôme trong vùng Auvergne-Rhône-Alpes ở đông nam nước Pháp. Xã Ratières nằm ở khu vực có độ cao 115 mét trên mực nước biển.